# Колонизация Меркурия

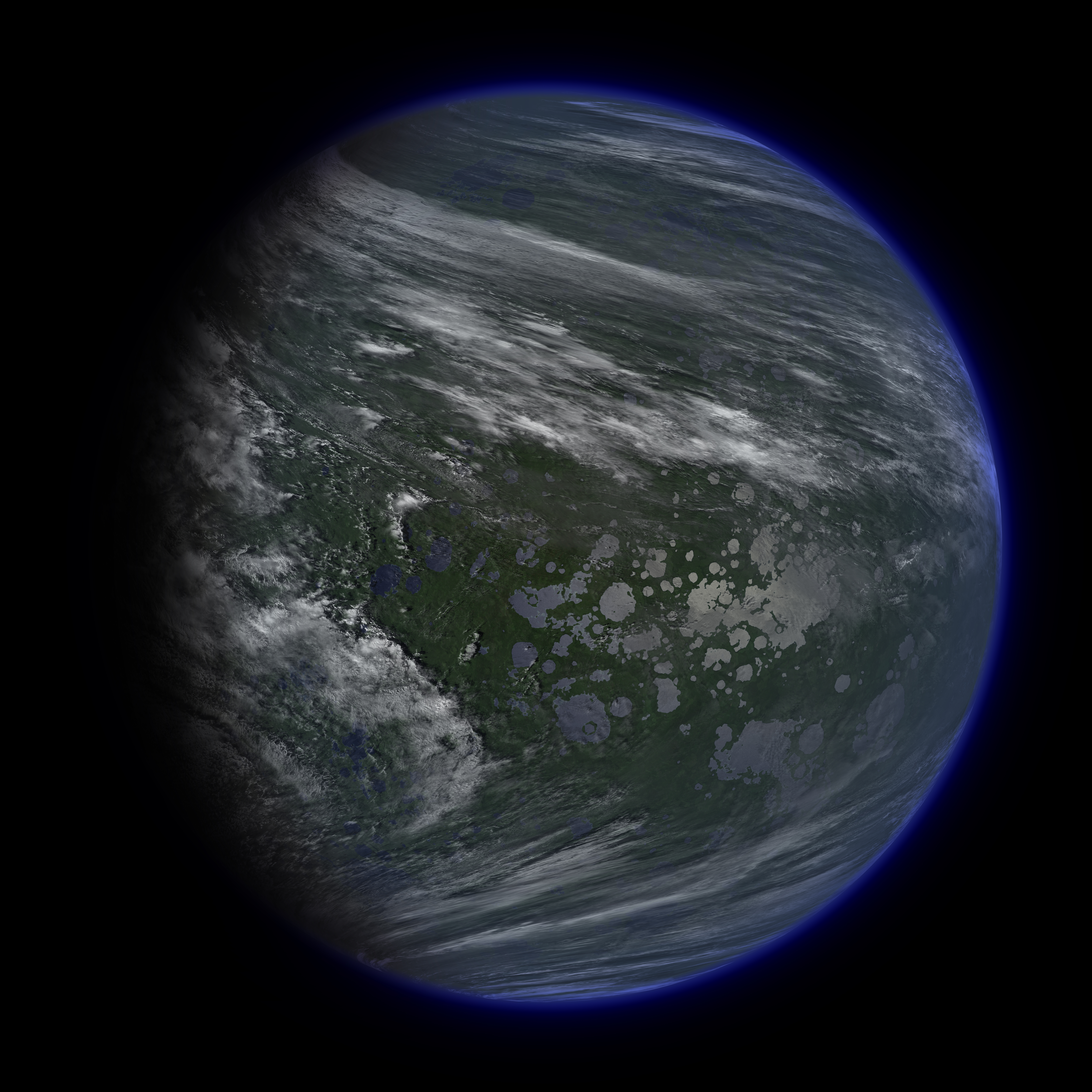
Терраформированный Меркурий, в представлении художника

Меркурий является одним из кандидатов для колонизации в пределах Солнечной системы наряду с Марсом, Венерой, Луной, Церерой, Европой, Ганимедом, Каллисто, Титаном.

## Преимущества

### Сходство с Луной
Как и Луна, Меркурий не имеет плотной атмосферы, располагается относительно близко к Солнцу и совершает медленные обороты вокруг своей оси, имеющей очень маленький наклон. Поэтому, из-за относительно большой схожести, считается, что колонизация Меркурия может быть осуществлена в основном с использованием тех же технологий, подходов и оборудования, что и колонизация Луны.

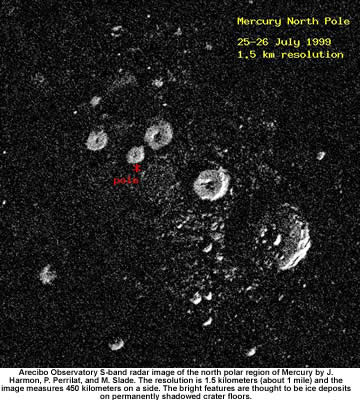
Северный полюс Меркурия

### Лёд в полярных кратерах
Несмотря на близость к Солнцу, теоретически было предсказано, а потом и обнаружено (КА «Мессенджер») существование отложений льда в кратерах вечной тьмы на полюсах Меркурия, как Северном, так и Южном. Это делает полюса наиболее подходящим местом для основания колонии. Кроме того в районе полюсов колебания температур при смене дня и ночи будут не так ощутимы, как в любом другом месте на поверхности Меркурия.

### Солнечная энергия
Будучи самой близкой к Солнцу планетой, Меркурий обладает огромными запасами солнечной энергии. Количество приходящей солнечной энергии на единицу площади здесь составляет 9,13 кВт/м² (для Земли и Луны — 1,36 кВт/м²). Так как наклон оси Меркурия к оси эклиптики незначителен (приблизительно 0,01°), то существует вероятность, что на возвышенностях полюсов имеются пики вечного света. Даже если их нет, то они могут быть получены на высоких башнях. Кроме того, возможно строительство замкнутого кольца солнечных электростанций в районе полюсов, способных обеспечить непрерывную подачу энергии. И, наконец, из-за отсутствия атмосферного переноса тепла и низкой теплопроводности грунта можно использовать для выработки энергии существующие на Меркурии огромные перепады температуры, более чем достаточные для работы тепловых машин.

### Ценные ресурсы
Предполагается, что в почве Меркурия имеется большой запас гелия-3, который может стать важным источником экологически чистой энергии на Земле и решающим фактором в развитии экономики Солнечной системы в будущем. Кроме того на Меркурии могут быть большие залежи богатой руды, доступной для добычи. Эта руда в дальнейшем может быть использована для строительства космических станций.

### Существенная гравитация
Меркурий больше по размерам, чем Луна (диаметр Меркурия — 4879 км, Луны — 3476 км), и имеет большую плотность из-за массивного железного ядра. Вследствие этого ускорение свободного падения на Меркурии составляет 0,378 g, что в два с лишним раза больше, чем на Луне (0,165 g) и примерно равно ускорению свободного падения на поверхности Марса. В силу наличия повышенной силы гравитации Меркурий более привлекателен как объект долговременного пребывания, чем Луна.

### Магнитное поле
Меркурий, обладая массивным железным ядром, генерирует заметное магнитное поле. И хотя мощность его всего около 1 % от земной, оно задерживает значительную часть солнечного ветра и космического излучения, снижая радиацию на поверхности планеты. Это обеспечивает гораздо более приемлемые условия для колонизации, хотя бы до уровня околоземной орбиты, например МКС.

## Недостатки
Практически полное отсутствие атмосферы, чрезвычайная близость к Солнцу и большая длительность дня (примерно 59 земных дней) могут стать серьёзными препятствиями на пути заселения Меркурия. Даже при наличии льда на полюсах планеты, наличие легких элементов, необходимых для существования жизни, представляется очень маловероятным.
Кроме того, Меркурий — одна из самых труднодостижимых планет. На полёт от Земли к Меркурию необходимо затратить энергию, сравнимую с полётом от Земли к Плутону. Для достижения Меркурия может быть использован гравитационный манёвр возле Венеры, Земли, Марса, Юпитера и Солнца. Например, аппарат MESSENGER использовал шесть гравитационных манёвров, чтобы выйти на орбиту Меркурия.